# Laphria scorpio
Laphria scorpio är en tvåvingeart som beskrevs av Mcatee 1919. Laphria scorpio ingår i släktet Laphria och familjen rovflugor. Inga underarter finns listade i Catalogue of Life.